# Lameroo
Lameroo – miasto w Australii, w stanie Australia Południowa.